# Каталонська прибережна западина
- Піренеї
- Передпіренеї
- Каталонська центральна западина
- Менші гірські масиви Центральної западини
- Каталонський Поперечний хребет
- Каталонський прибережний хребет
- Каталонський береговий хребет
- Каталонська прибережна западина та інші прибережні рівнини

Каталонська прибережна западина — (кат. Depressió Litoral Catalana) природна западина між Каталонським прибережним хребтом і Середземним морем. Це частина Каталонської середземноморської системи.

## Географія
Каталонська прибережна западина проходить приблизно в напрямку на північний-південний захід уздовж частин таких комарок: Емпорда, Жирунес, Селба, Марезма, Валлес, Барсалунес, Баш-Любрагат, Пенедес, Таррагунес, Баш-Камп і Баш-Ебра.
Каталонська прибережна западина має приблизну довжину 300 кілометрів і 20 кілометрів в середньому завширшки.

## Екологія
Велика частина поверхні Каталонської прибережної западини піддається серйозній деградації земель, в основному внаслідок розростання міст.